# Tlaxcoapan
Tlaxcoapan är en ort i Mexiko.   Den ligger i kommunen Tlaxcoapan och delstaten Hidalgo, i den sydöstra delen av landet, 70 km norr om huvudstaden Mexico City. Tlaxcoapan ligger 2 073 meter över havet och antalet invånare är 12 772.
Terrängen runt Tlaxcoapan är platt västerut, men österut är den kuperad. Runt Tlaxcoapan är det tätbefolkat, med 683 invånare per kvadratkilometer. Närmaste större samhälle är Tula de Allende, 13,6 km väster om Tlaxcoapan. Omgivningarna runt Tlaxcoapan är en mosaik av jordbruksmark och naturlig växtlighet.